# Dakota City (Nebraska)
Dakota City es una ciudad ubicada en el condado de Dakota en el estado estadounidense de Nebraska. En el Censo de 2010 tenía una población de 1919 habitantes y una densidad poblacional de 615,39 personas por km².

## Geografía
Dakota City se encuentra ubicada en las coordenadas 42°25′0″N 96°25′5″O / 42.41667, -96.41806. Según la Oficina del Censo de los Estados Unidos, Dakota City tiene una superficie total de 3.12 km², de la cual 2.81 km² corresponden a tierra firme y (9.97%) 0.31 km² es agua.

## Demografía
Según el censo de 2010, había 1919 personas residiendo en Dakota City. La densidad de población era de 615,39 hab./km². De los 1919 habitantes, Dakota City estaba compuesto por el 82.44% blancos, el 0.83% eran afroamericanos, el 1.88% eran amerindios, el 4.48% eran asiáticos, el 0% eran isleños del Pacífico, el 8.29% eran de otras razas y el 2.08% pertenecían a dos o más razas. Del total de la población el 29.29% eran hispanos o latinos de cualquier raza.